# Фоли, Энтони
Энтони Джерард Фоли (англ. Anthony Gerard Foley; 30 октября 1973 — 16 октября 2016) — ирландский регбист и регбийный тренер, известный по выступлениям за регбийный клуб «Манстер» в Кельтской лиге и за сборную Ирландии по регби. Чемпион Кельтской лиги 2002/2003 в составе «Манстера» и обладатель Кубка Хейнекен 2005/2006 в составе «Манстера» как капитан. В составе сборной Ирландии трижды выводил команду на поле в качестве капитана.

## Семья
Отец — Брендан Фоли, регбист, лок (замок) клуба «Манстер» и сборной Ирландии; сестра Роузи также играла в регби за «Манстер» и женскую сборную Ирландии. В детстве Энтони увлекался гэльским футболом и позже играл в составе команды «Смит О'Брайен» из города Киллало, а в 2010 году дошёл в составе клуба в чемпионате Манстера до полуфинала. Также он увлекался хёрлингом и играл за команду графства Клэр вместе с ещё одним регбистом «Манстера» и сборной Ирландии Китом Вудом.
Энтони состоял в браке с женщиной по имени Олив, у них родились двое детей. От друзей Фоли получил прозвище «Аксель» в честь Акселя Фоли, главного героя фильма «Полицейский из Беверли-Хиллз».

## Игровая карьера

### Начало
Фоли дебютировал в марте 1989 года в регби за команду колледжа святого Манчина в Кубке младшеклассников Манстера и принёс ей победу. Позже он играл за команду провинции Манстер и сборную школьников Ирландии на протяжении двух сезонов и участвовал, в том числе, в турне сборной школьников Ирландии 1992 года по Новой Зеландии. Ирландия выиграла шесть матчей из восьми, проиграв последнюю игру новозеландцам, в которой выступал и будущий звёздный игрок новозеландцев Джона Лому на позиции восьмого — победу новозеландцам принёс спорный штрафной, реализованный Джеффом Уилсоном.

### Клубная
Дебют Фоли в профессиональном регби состоялся в ноябре 1995 года в матче Кубка Хейнекен, в котором «Манстер» встречался с валлийским клубом «Суонси», и эта встреча также стала первой для «Манстера» в Кубке Хейнекен. В 2000 году его клуб вышел в финал Кубка Хейнекен, где проиграл английскому «Нортгемптон Сэйнтс» со счётом 8:9, а через два года снова вышел в финал, где опять проиграл английскому клубу — на этот раз «Лестер Тайгерс» со счётом 9:15. Свой первый профессиональный клубный титул Фоли выиграл в сезоне 2002/2003, когда «Манстер» победил в Кельтской лиге.
После ухода Мика Голуэя с поста капитана клуба прошли выборы капитана: в выборе между Фоли и Джимом Уильямсом с небольшим перевесом предпочтение отдали Уильямсу. После ухода Уильямса из Манстера в 2005 году Фоли стал новым капитаном и в новом сезоне выиграл Кубок Хейнекен: его клуб победил со счётом 23:19 французскую команду «Биарриц Олимпик». Фоли из первых 78 игр «Манстера» в Кубке Хейнекен пропустил всего один матч — во время первого матча Кубка Хейнекен 2006/2007 игры «Манстера» против «Лестер Тайгерс» на «Уэлфорд Роуд», завершившейся победой «красных» со счётом 21:19, Энтони получил травму плеча и вынужден был пропустить следующую игру против французского клуба «Бургуэн-Жальё». Также он пропустил игры в декабре 2006 года против «Кардифф Блюз». В начале сезона 2007/2008 он уступил капитанский пост Полу О’Коннеллу, а в последних играх Кубка Хейнекен того же сезона не играл, завершив карьеру после завершения сезона.

### В сборной
21 января 1995 года Энтони Фоли дебютировал в регбийке сборной Ирландии на Кубке пяти наций матчем против Англии. Он занёс попытку в дебютной игре, хотя его команда проиграла 8:20. На чемпионате мира 1995 года он сыграл один матч против Японии (победа 50:28), выйдя на замену. Он пропустил чемпионат мира 1999 года, но сыграл два матча на чемпионате мира 2003 года против Румынии и Австралии.
Трижды Фоли выводил сборную в качестве капитана — в 2001 году против Самоа и в 2002 году против Румынии и Грузии. Последний матч сыграл в 2005 году против Уэльса на Кубке шести наций. Всего в его активе 62 матча и 25 очков благодаря пяти попыткам — против Англии в 1995 году, против Румынии в 2001 году, против Фиджи в 2002 году и против Франции и Уэльса в 2004 году.

## Тренерская карьера
В марте 2011 года было объявлено, что Фоли после завершения сезона 2010/2011 станет тренером нападающих команды. Временно он замещал в сборной Ирландии также южноафриканца Герта Смала, который из-за проблем с глазами не мог присутствовать в тренерском штабе на Кубке шести наций 2012 года. В мае 2013 года Фоли продлил контракт с клубом, а через год, 1 июля 2014 года заключил двухлетний контракт с клубом, сменив на посту главного тренера новозеландца Роба Пенни.

## Смерть
Ночью 16 октября 2016 года Фоли умер во сне в гостинице местечка Сюрен под Парижем, где остановилась его команда перед игрой против «Расинг Метро 92». Причиной стал отёк лёгких, вызванный серьёзным заболеванием сердечно-сосудистой системы. Матч между командами был перенесён на более поздний срок в знак траура по скончавшемуся тренеру. Президент Ирландии Майкл Хиггинс и премьер-министр Энда Кенни выразили соболезнования семье Фоли, а ирландский флаг был приспущен на всех правительственных учреждениях в провинции Манстер.
19 октября тело Фоли было привезено в Ирландию. 21 октября он был похоронен в церкви Святого Фланнана в Киллало.

## Память
22 октября 2016 года в первом матче после кончины Фоли «Манстер» нанёс поражение клубу «Глазго Уорриорз» со счётом 38:17 на «Томонд Парк». Регбийка под номером 8 на время встречи была выведена из оборота, поэтому игрок клуба Си-Джей Стендер вышел на матч в регбийке номер 24. 5 ноября 2016 года сборная Ирландии перед игрой с Новой Зеландии, прошедшей в Чикаго на стадионе «Солджер Филд», собралась в форме цифры 8, чтобы отдать дань памяти Энтони Фоли — во главе игроков встали Си-Джей Стендер, Саймон Зебо, Коннор Мюррей и Доннака Райан, которые так ответили на хаку «Олл Блэкс», а по итогам встречи «парни в зелёном» сенсационно обыграли Новую Зеландию 40:29. В свою очередь, 11 ноября 2016 года перед матчем клуба «Манстер» и «Маори Олл Блэкс» игроки новозеландской команды перед исполнением хаки вышли в регбийках с инициалами Фоли. Капитан сборной маори Эш Диксон передал свою регбийку сыновьям Энтони, а в той встрече «Манстер» одержал историческую победу 27:14.
7 января 2017 года состоялся перенесённый матч первого раунда группового этапа Кубка европейских чемпионов по регби 2016/2017 между «Расингом 92» и «Манстером». В том же сезоне Европейское профессиональное клубное регби объявило о том, что лучший игрок текущего и последующих сезонов будет получать Памятный приз имени Энтони Фоли (англ. Anthony Foley Memorial Trophy), а это решение было согласовано с семьёй регбиста и клубом. В июле 2017 года в Лимерике был открыт памятник Фоли. В сентябре 2017 года на ежегодном лондонском ужине клуба «Манстер» (англ. Munster Rugby London Dinner) Фоли посмертно был награждён премией имени Ричарда Харриса за выдающийся вклад в развитие Манстера, премию получили родители Энтони. В октябре поступили сообщения, что более 39 тысяч евро, собранных с продажи памятных программок матча «Манстер» — «Глазго Уорриорз», были переданы на благотворительные цели. В 2018 году Фоли посмертно введён в зал славы «Манстера» на присуждении клубных премий.

## Статистика

### Выступления за сборную Ирландии
| Противник      | Игры | Победы | Ничьи | Поражения | Попытки | Очки | Процент побед |
| -------------- | ---- | ------ | ----- | --------- | ------- | ---- | ------------- |
| Австралия      | 3    | 1      | 2     | 0         | 0       | 0    | 33.33         |
| Англия         | 8    | 3      | 5     | 0         | 1       | 5    | 37.5          |
| Аргентина      | 3    | 2      | 1     | 0         | 0       | 0    | 66.67         |
| Грузия         | 1    | 1      | 0     | 0         | 0       | 0    | 100           |
| Италия         | 8    | 6      | 2     | 0         | 0       | 0    | 75            |
| Канада         | 1    | 0      | 0     | 1         | 0       | 0    | 0             |
| Новая Зеландия | 3    | 0      | 3     | 0         | 0       | 0    | 0             |
| Россия         | 1    | 1      | 0     | 0         | 0       | 0    | 100           |
| Румыния        | 3    | 3      | 0     | 0         | 1       | 5    | 100           |
| Самоа          | 1    | 1      | 0     | 0         | 0       | 0    | 100           |
| США            | 1    | 1      | 0     | 0         | 0       | 0    | 100           |
| Уэльс          | 8    | 6      | 2     | 0         | 1       | 5    | 75            |
| Фиджи          | 1    | 1      | 0     | 0         | 1       | 5    | 100           |
| Франция        | 7    | 3      | 4     | 0         | 1       | 5    | 42.86         |
| Шотландия      | 7    | 5      | 2     | 0         | 0       | 0    | 80            |
| ЮАР            | 4    | 1      | 3     | 0         | 0       | 0    | 25            |
| Япония         | 2    | 2      | 0     | 0         | 0       | 0    | 100           |
| Итого          | 62   | 37     | 24    | 1         | 5       | 25   | 59.68         |

Данные приводятся по состоянию на 5 июля 2017 года

## Достижения

### Шаннон
- Всеирландская лига:
  - Чемпион (5):1994/95, 1995/96, 1996/97, 1997/98, 2001/02

### Манстер
- Кубок Хейнекен:
  - Обладатель (2): 2005/06, 2007/08
- Кельтская лига:
  - Чемпион (1): 2002/03[англ.]
- Кельтский кубок[англ.]:
  - Обладатель (1): 2005

### Сборная Ирландии
- Тройная корона:
  - Обладатель (1): 2004

### Индивидуальные
Премии
- Член Зала славы RTÉ Sports[англ.]: 2016
- Член Зала славы регбийного клуба «Манстер»: 2018[45]